# فرق نخاعي
الفرق النخاعي (الاسم العلمي: Diastematomyelia) (ويختصر أحيانًا diastomyelia) هو عيب خلقي ينقسم فيه جزء من الحبل الشوكي على مستوى الفقرة القطنية العلوية في الاتجاه الطولي (السهمي) عادة. تعتبر الحالة أشيع عند الإناث. تحدث هذه الحالة نتيجة وجود حاجز عظمي أو غضروفي أو ليفي في الجزء المركزي من القناة الشوكية، وينتج عنه بعد ذلك انقسام سهمي كامل أو غير كامل للحبل الشوكي إلى نصفين. عندما لا يجتمع الحبل الشوكي بعد مكان الانقسام تُسمى الحالة تضاعف النخاع Diplyelia، وهي ازدواجية حقيقية في الحبل الشوكي.

## العلامات والأعراض
قد تظهر علامات وأعراض الفرق النخاعي في أي وقت من الحياة، على الرغم من أن التشخيص يحدث عادةً في مرحلة الطفولة. تظهر آفات جلدية (أو ندبات)، مثل بقعة مشعرة، أو دمامل، أو ورم وعائي، أو كتلة تحت الجلد، أو ورم شحمي أو مسخي فوق المنطقة المصابة من العمود الفقري في أكثر من نصف الحالات. الأعراض العصبية غير محددة ولا يمكن تمييزها عن الأسباب الأخرى لمتلازمة الحبل الشوكي المربوط. تحدث الأعراض بسبب الأنسجة التي تحد من حركة الحبل الشوكي داخل العمود الفقري. تسبب هذه الأنسجة تمددًا غير طبيعي للحبل الشوكي.
يسير الاضطراب بشكل تقدمي. في الأطفال، قد تشمل الأعراض «الندبات» المذكورة أعلاه و / أو تشوهات القدم والعمود الفقري، وضعف في الساقين، وألم أسفل الظهر، وجنف، وسلس بولي. في مرحلة البلوغ، غالبًا ما تتضمن العلامات والأعراض مشاكل حسية وحركية تقدمية وفقدان السيطرة على الأمعاء والمثانة. يرتبط هذا العرض المتأخر بدرجة الضغط على الحبل الشوكي بمرور الوقت. تحدث متلازمة الحبل الشوكي المربوط نتيجة النمو غير السليم للأنبوب العصبي أثناء نمو الجنين، وترتبط ارتباطًا وثيقًا بحالة السنسنة المشقوقة.
قد تحدث الحالة أيضًا بعد إصابة الحبل الشوكي وقد تمنع الأنسجة الندبية تدفق السوائل حول الحبل الشوكي. قد يؤدي ضغط السوائل إلى تشكل أكياس في الحبل الشوكي، وهي حالة تسمى تكهف النخاع. قد يؤدي ذلك إلى فقدان إضافي للحركة أو الشعور أو ظهور الألم أو الأعراض اللاإرادية.
قد تحدث حالة الفرق النخاعي في منطقة العمود الرقبي نتيجة إصابة رضية حادة، وقد تسبب عجزًا عصبيًا كبيرًا، مثل شلل نصفي بعد رض خفيف.
قد تساعد التعريفات التالية في فهم بعض الاضطرابات ذات الصلة:
- الفرق النخاعي Diastematomyelia هو شذوذ خلقي، يترافق غالبًا مع السنسنة المشقوقة، إذ ينقسم الحبل الشوكي إلى نصفين بواسطة شوكة عظمية أو شريط ليفي، كل نصف محاط بـ كيس جافية خاص به.
- الانشقاق النخاعي (myeloschisis) هو شذوذ في النمو يتميز بوجود شق في الحبل الشوكي، بسبب فشل الصفيحة العصبية في تكوين أنبوب عصبي كامل أو تمزق الأنبوب العصبي بعد الانغلاق.
- تضاعف النخاع (Diplomyelia) هو تكرار حقيقي للحبل الشوكي، مع وجود كيسَي جافية وزوجَين من جذور الأعصاب الأمامية والخلفية.